# El Corresponsal
El Corresponsal fue un periódico español fundado en 1839 por Luis María Pastor Copo y Buenaventura Carlos Aribau y dirigido por este último. Fue financiado por Gaspar Remisa y Miarons.